# Латгальский исследовательский институт
Латга́льский иссле́довательский институ́т (латыш. Latgales Pētniecības institūts, латг. Latgolys Pietnīceibys instituts) — научный институт, входящий в структуру Даугавпилсского университета в городе Даугавпилс (Латвия).

## История
Основан в 7 декабря 1991 года как исследовательская общественная организация с целью изучения и собирания материалов, написания научных работ о регионе Латвии Латгалии. Было подтверждено, что институт будет официально продолжать деятельность основанного в 1960 году за границей Латгальского исследовательского института. В ведение института передано продолжение издания Acta Latgalica (начаты после Второй мировой войны латгальцами в эмиграции в Германии, вышло семь томов), с № 8 издается на родине в Латгалии. 27 февраля 2006 года реорганизован в научный институт Даугавпилсского университета.
Проводятся ежегодные научные конференции. Адрес: улица Виенибас, 13, кабинет 126, 1 этаж, LV-5401.

## Направления работы
Главной задачей института является всестороннее исследование Латгалии. Создана и пополняется библиотека материалов о Латгалии. 5 лет выходил Банк данных по Латгалии (условное название), печатный бюллетень раз в квартал.

## Кадры института
- Секретарь института Геновефа Вацлавовна Барковская.
- Ведущий специалист Генрих Сомс.

## Символика института
Институт имеет свой герб (эмблему), где присутствует аббревиатура института LPI.